# Фьюри, Джордж
Джордж Дж. Фьюри (англ. George J. Furey; род. 12 мая 1948 года, Сент-Джонс, Ньюфаундленд) — канадский педагог, юрист и политик. Сенатор Канады от провинции Ньюфаундленд и Лабрадор (с 1999). С 2015 года по 2023 год занимал пост спикера Сената Канады, с 2020 года по 2024 год — старейший по времени назначения действующий сенатор Канады.

## Биография

### Ранние годы жизни и карьера в сфере образования
Родился 12 мая 1948 года в городе Сент-Джонс, в то время — столице британского владения Ньюфаудленд. В 1949 году, после вхождения Ньюфаундленда в состав Канады, приобрёл канадское гражданство.
В 1969—1972 годах, сразу после окончания школы, работал учителем в римско-католической школе Сент-Джонса. В 1972—1978 годах был заместителем председателя наблюдательного совета римско-католических школ Порт-о-Порта, в 1978—1980 годах — председателем наблюдательного совета римско-католических школ округа Пласентия — Сент-Мэрис. Параллельно с работой получил высшее образование: в 1970 году окончил Мемориальный университет Ньюфаундленда со степенями бакалавра искусств и бакалавра образования, а 1976 году получил в том же университете степень магистра образования.
Был членом Ассоциации учителей Ньюфаундленда и организации Scouts Canada.

### Юридическая карьера
В 1983 году окончил юридический факультет Университета Дэлхаузи, год спустя стал членом Коллегии адвокатов Ньюфаундленда. Был партнёром в юридической фирме O’Brien, Furey & Hurley, с 1989 года — старшим партнёром в фирме O’Brien, Furey & Smith. В 1996 году получил титул королевского адвоката.

### В Сенате Канады
11 августа 1999 года генерал-губернатор Канады Ромео Леблан по совету премьер-министра Жана Кретьена назначил Джорджа Фьюри сенатором от провинции Ньюфаундленд и Лабрадор. В Сенате Фьюри возглавлял Постоянный комитет по внутренней экономике, бюджету и администрации и Постоянный комитет по правовым и конституционным вопросам, а также был членом ряда других комитетов.
29 января 2014 года лидер Либеральной партии Джастин Трюдо объявил о преобразовании фракции либералов в Сенате в Сенатский либеральный кокус — независимую фракцию, формально не связанную с Либеральной партией. По замыслу Трюдо, это должно было стать первым шагом к превращению Сената в беспартийный орган. В состав нового кокуса вошли все либеральные сенаторы, включая Фьюри.
3 декабря 2015 года премьер-министр Джастин Трюдо назначил Джорджа Фьюри спикером Сената. Встав во главе верхней палаты, Фьюри вышел из Сенатского либерального кокуса, став первым в истории Канады независимым спикером Сената. В своей инаугурационной речи он подчеркнул необходимость того, чтобы Сенат заново открыл себя и выполнил свою роль, как это предусмотрено конституцией, в качестве независимого института «трезвого размышления»..
С 18 февраля 2020 года, после отставки Дэвида Ткачука, являлся старейшим по времени назначения действующим сенатором Канады. Имед право заседать в Сенате до достижения 75-летнего возраста (12 мая 2023 года), после чего ушёл в отставку.
12 мая 2023 года покинул пост спикера Сената и сенатора.

## Личная жизнь
В семье Джорджа Фьюри четверо детей. 31 августа 2020 года один из его сыновей, Эндрю Фьюри был назначен премьер-министром Ньюфаундленда и Лабрадора.
Брат — Чак Фьюри, в 1990-е годы был министром внутренних дел Сент-Барба, а затем занимал пост министра в провинциальных правительствах Ньюфаундленда и Лабрадора Клайда Уэллса и Брайана Тобина.